# Outlook (журнал)
Outlook — индийский новостной еженедельный журнал левого толка. Издаётся на английском языке. Четвёртый по популярности англоязычный новостной журнал в Индии. Основан в 1995 году. Штаб-квартира издания расположена в Нью-Дели. Принадлежит медиаконгломерату Outlook Group. Главный редактор — Кришна Прасад. В 1995—2008 годах главным редактором журнала был Винод Мехта.
Подобно многим другим индийским журналам, Outlook скрывает информацию о тиражах. По данным проведённого в 2007 году опроса читателей, тираж журнала составлял около 1,5 млн экземпляров. Основными конкурентами Outlook являются India Today, The Week и Tehelka.